# Общество деятелей искусства озера Туусула

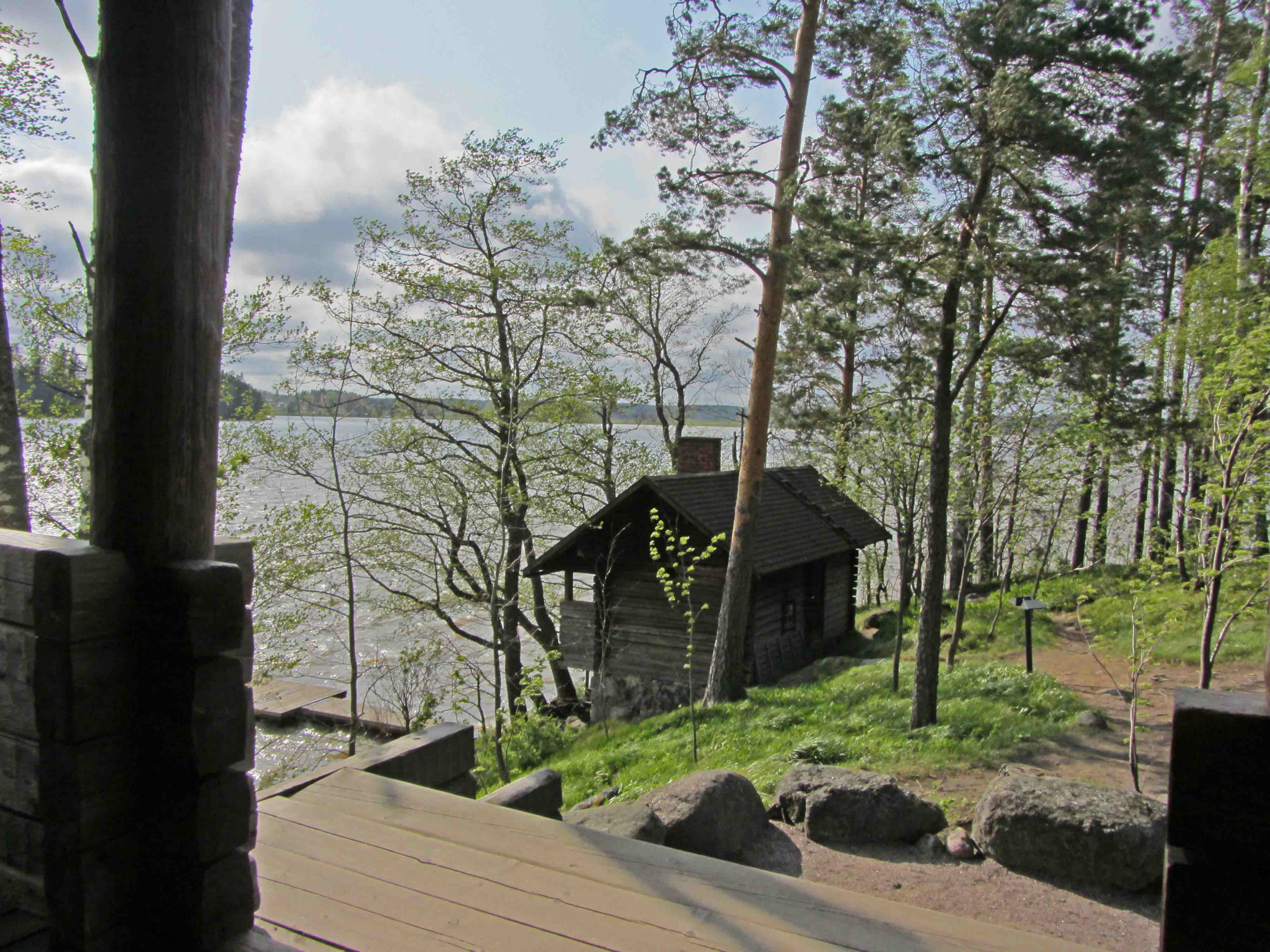
Баня на берегу в Халосенниеми

Общество деятелей искусства озера Туусула (фин. Tuusulanjärven taiteilijayhteisö) возникло в эпоху романтического национализма в начале 1900-х годов на озере Туусула в Финляндии. В создании общества участвовали писатель Юхани Ахо, поэт Юхана Хейкки Эркко, художники Пекка Халонен, Ээро Ярнефельт, Йёста Энкель и Венни Сольдан-Бруфельдт, а также композитор Ян Сибелиус.
Общество образовалось после того как группа финских деятелей искусства построили себе дома на берегу озера Туусула. Выбор этого месторасположения стал компромиссом между ателье в глубинке и культурной жизнью в столице. В конце XIX века и в начале XX века этот район был, главным образом, сельской местностью, что совпадало с духом романтического национализма того времени.
До озера Туусула было легко добраться на поезде из Хельсинки, и поэтому творческим деятелям не надо было разрывать свои отношения со столицей. Дома художников были расположены по большей части вдоль дороги Рантатие на восточном берегу озера в области теперешнего муниципалитета Туусула и города Ярвенпяа.

## Общество деятелей искусства
Считается, что творческое общество деятелей искусства возникло, когда Юхани Ахо и его супруга Венни Сольдан-Бруфельдт в 1897 году арендовали виллу «Ворбакка», относящуюся к усадьбе Ярвенпяа. Виллу стали называть «Ахола». За ними сюда стали переезжать и другие деятели искусства. Живописец Ээро Ярнефельт построил себе виллу «Сувиранта» в 1901 году. Дом-ателье «Халосенниеми» художника Пекки Халонена, а также вилла «Эрккола» поэта Ю. Х. Эркко были построены годом позже. Вилла «Айнола» композитора Яна Сибелиуса была построена в 1904 году. Также в 1904 году в районе нынешнего города Ярвенпяа художником Йёста Энкелем была построена бревенчатая вилла «Вилла Купер». Интерес деятелей искусства, в первую очередь художников, к району озера Туусула был связан с тогдашним романтическим национализмом. Они хотели оказаться в сельской местности, чтобы почувствовать близость к финским истокам. Взаимодействие внутри творческого общества было тесным, и многие художники работали вместе.

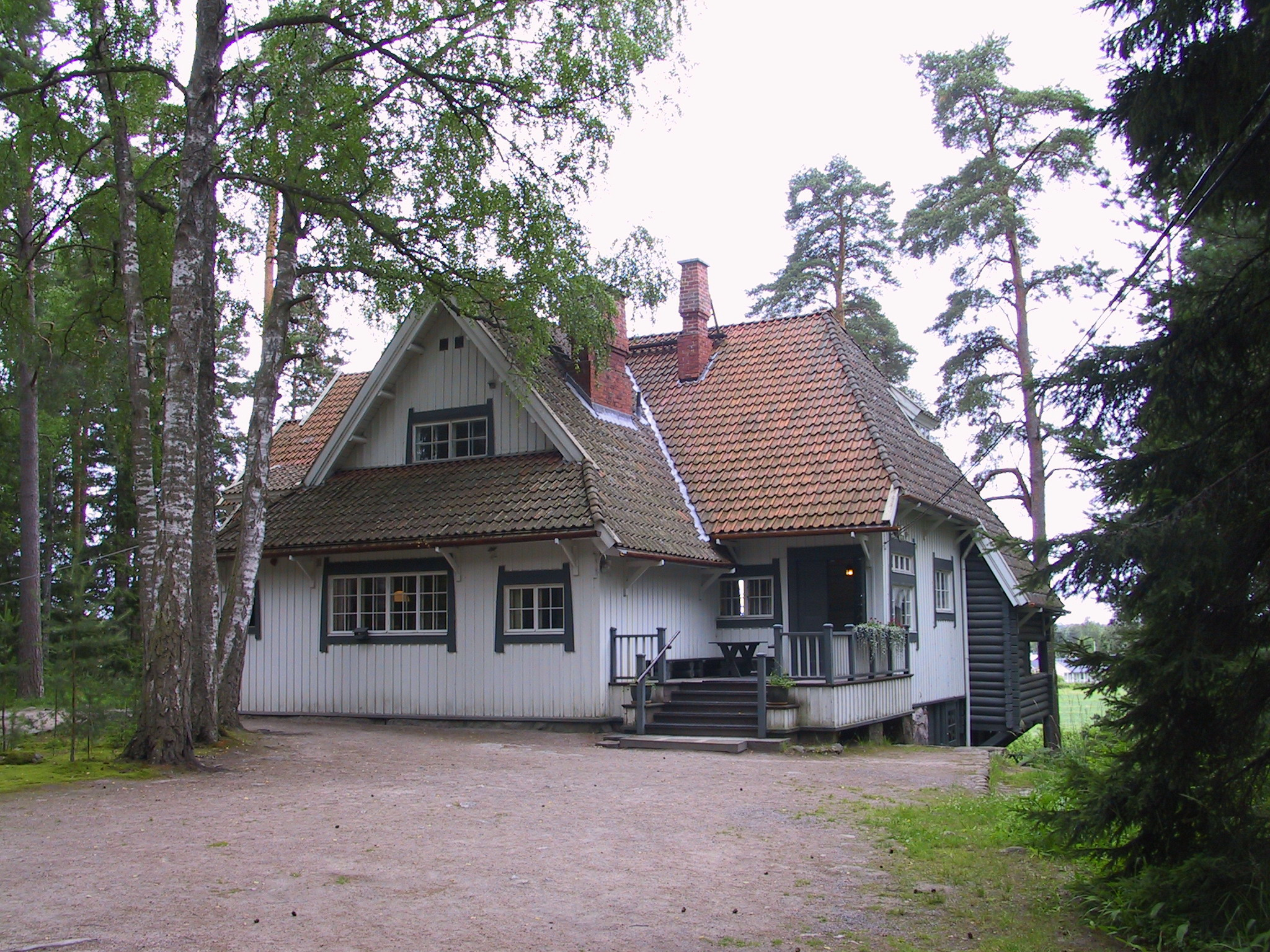
Дом художника Яна Сибелиуса Айнола.

Кроме деятелей искусства, поселившихся на постоянной основе в районе озера Туусула, место привлекало и гостей. Например, поэт Эйно Лейно, а также представители более молодого поколения Юхани Сильё и Матти Кивекяс проводили много времени в Халосенниеми. Писатель Ф. Э. Силланпяя бывал у Ээро Ярнефельта в Сувиранта. После того, как Финляндия стала независимой, в районе озера Туусула были построены пансионаты. В них жили, в том числе, поэты и писатели Ууно Кайлас, Унто Карри и Эйнари Вуорела. Писательница Мария Йотуни и её супруг профессор Вильё Таркиайнен купили загородный дом недалеко от Халосенниеми в 1920-х годах. Художница Мартта Венделин, в свою очередь, переехала в район в 1930-х годах и прожила в Туусуле до своей смерти в 1986 году.

## Загородные дома района озера Туусула
Еще до появления творческого общества, в районе озера Туусула уже было много загородных домов в результате открытия железной дороги между Хельсинки и Хямеенлинна в 1860 году. Новое и быстрое сообщение привлекло много влиятельных и обеспеченных дачников из столицы. Они покупали участки у самого берега озера у местных землевладельцев и строили на них свои собственные загородные дома. Самые известные из них были имение «Лепола» заслуженного деятеля медицины Отто Э. А. Ельта, где провёл свои последние годы пионер в области сценического искусства Эдвард ХимбергEdvard Himberg, а также имение «Крапи» статского советника Густава Соурандера. На землях имения «Крапи» находилась дача, где в 1872 году умер писатель Алексис Киви. Позже владельцем загородного дома «Лепола» («Дом отдыха») стал профессор Э. Н. Сетяля, который поменял название дома на «Тоймела» («Дом работы»).
Переезжали на лето в район озера Туусула и представители русской аристократии из Хельсинки. Виллу «Сювяранта», которой владел титулярный советник К. К. Ушаков в течение 1904—1916 годов, посетили известные русские композиторы Сергей Рахманинов и Александр Скрябин, а также оперный певец Фёдор Шаляпин. Позднее, в 1920-х годах, на вилле «Сювяранта» был основан дом отдыха для журналистов, где проводили время, в том числе, главный редактор газеты Helsingin Sanomat В. В. Туомиоя и писатель Олави Пааволайнен. На землях виллы, построенной нотариусом Ё. В. Фростеллом в 1870-х годах, находится сейчас зона отдыха, известная как парк «Фьелльбо».